# 志良須宇奈古
志良須宇奈古（しらす の うなこ、生没年不詳）は、8世紀に日本の出羽国秋田城下にいた蝦夷（俘囚）の指導者である。780年に秋田城の廃止をおそれて請願した。史料の読み方により志良須と宇奈古の2人とする説もある。

## 史料による事績
秋田城停廃をめぐる『続日本紀』宝亀11年（780年）8月23日条にのみ見える。この頃、陸奥国では蝦夷との戦争（宝亀の乱）が激化し、3月には東北経営の中心拠点たる多賀城が一時陥落する事態にまで至っていた。
その時、「狄志良須俘囚宇奈古等」が、「己らは官威に拠って久しく城下にある。今、この秋田城はついに永く棄てるところとなるか。また元のように交代制で保つことになるのか」と訴えでた。出羽国鎮狄将軍の安倍家麻呂は、これを都に報じて対応を問うた。朝廷は秋田城に多少の軍士を派遣して守らせ、国司のうち一人を専門にあたらせよと命じ、また由理柵の守備についてもあわせて指示した。そして、狄俘と百姓によく尋ねて彼らとこちらの利害をつぶさに言え、という答えを下した。
この後のやりとりは伝わらないが、秋田城は国司の一人、「介」を常駐させて保たれた。

## 一人説と二人説
「狄志良須俘囚宇奈古等」の解釈には、「狄志良須の俘囚宇奈古｣の一人説と、「狄の志良須」と「俘囚の宇奈古｣という二人説があり、いずれとも決めがたい。
一人説の難点は、「狄の志良須の俘囚の宇奈古」のような冗長な人名表記が他に例をみないこと。「俘囚」を姓のように使った例が他に見られないこと。狄と俘囚という同列的な用語を重ねて用いる意味がわからないことにある。
二人説は文の読み方として自然だが、部姓がなく名だけの俘囚が他に例をみないのが難点となる。夷俘と俘囚を区別する学説に基づけば、朝廷がより強く把握していた俘囚で、長く城下にあり、城について意見を上げることができた有力者に姓がないはずがない。

## 志良須・志良守と地名
志良須については、持統天皇10年（696年）3月に見える粛慎の志良守頴草との類似が指摘できる。蝦夷の氏姓は地名からとられることが多いので、志良須もその可能性がある。
他に、史実とはしがたいが、秋田県南秋田郡五城目町の白州館（しらすだて、五城目城）の住民だったという俚伝がある。